# Polski Tytoń
Polski Tytoń – polskie przedsiębiorstwo zajmujące się dystrybucją wyrobów szybkozbywalnych, w tym produktów tytoniowych, spożywczych i leków. Przedsiębiorstwo ma swoją siedzibę w Radomiu, na terenie kraju działa 21 oddziałów.

## Historia
Przedsiębiorstwo powstało na bazie struktury magazynów dystrybucji wyrobów tytoniowych przemysłu papierosowego, które zostały wydzielone jako odrębny podmiot w latach 70. XX wieku. Od 1988 roku działa pod nazwą Polski Tytoń. W 1997 roku zostało sprywatyzowane.

## Działalność
Przedsiębiorstwo zajmuje się dystrybucją wyrobów tytoniowych (papierosy, tytonie, cygara), spożywczych (napoje, słodycze, przekąski) oraz leków (OTC), świadczy usługi logistyczne. Jest także właścicielem sieci terminali płatniczych marki Multimat, wprowadzonej na rynek w 2010 roku. Sieć jest własnością firmy Polski Tytoń S.A. Terminale pozwalają na realizacje płatności kartami, przyjmowanie rachunków i sprzedaż doładowań GSM. Firma nie posiada statusu agenta rozliczeniowego, płatności obsługuje Bank Pekao.